# Замок Ной-Бехбург
Ной-Бехбург, також відомий як замок Ной-Бехбург — замок на скелястому виступі в Ензінгені, кантон Золотурн у Швейцарії.

## Історія
Замок Ной-Бехбург був збудований у 1250 році баронами Бехбург. Згодом він кілька разів змінював власників. Серед них були графи Фробург, Нідау, Тірштайн, Кібург та Бухегг. У 1415 році замок і маєток були продані столиці Швейцарії місту Берну та місту Золотурну. У 1463 році замок став виключною власністю Золотурна, і було засновано бейлівіцьку резиденцію.
У 1635 році замок тимчасово став резиденцією єпископа Базеля. У 1798 році, через вторгнення французів, замок втратив своє значення. Згодом він служив будинком для бідних, приватною резиденцією, заїжджим двором і, нарешті, каменоломнею. У 1835 році його придбав Йоганнес Ріггенбах з Базеля. Його син Фрідріх відновлював замок, починаючи з 1880 року. У цей час замок все частіше називали палацом.
У 1975 році спадкоємці Георга Вакернагеля-Ріггенбаха продали замок Вальтеру Пфлюгеру-Баумгартнеру, почесному громадянину Ензінгена, який передав його Фонду замку Ной-Бехбург. З того часу замок належить цьому фонду.

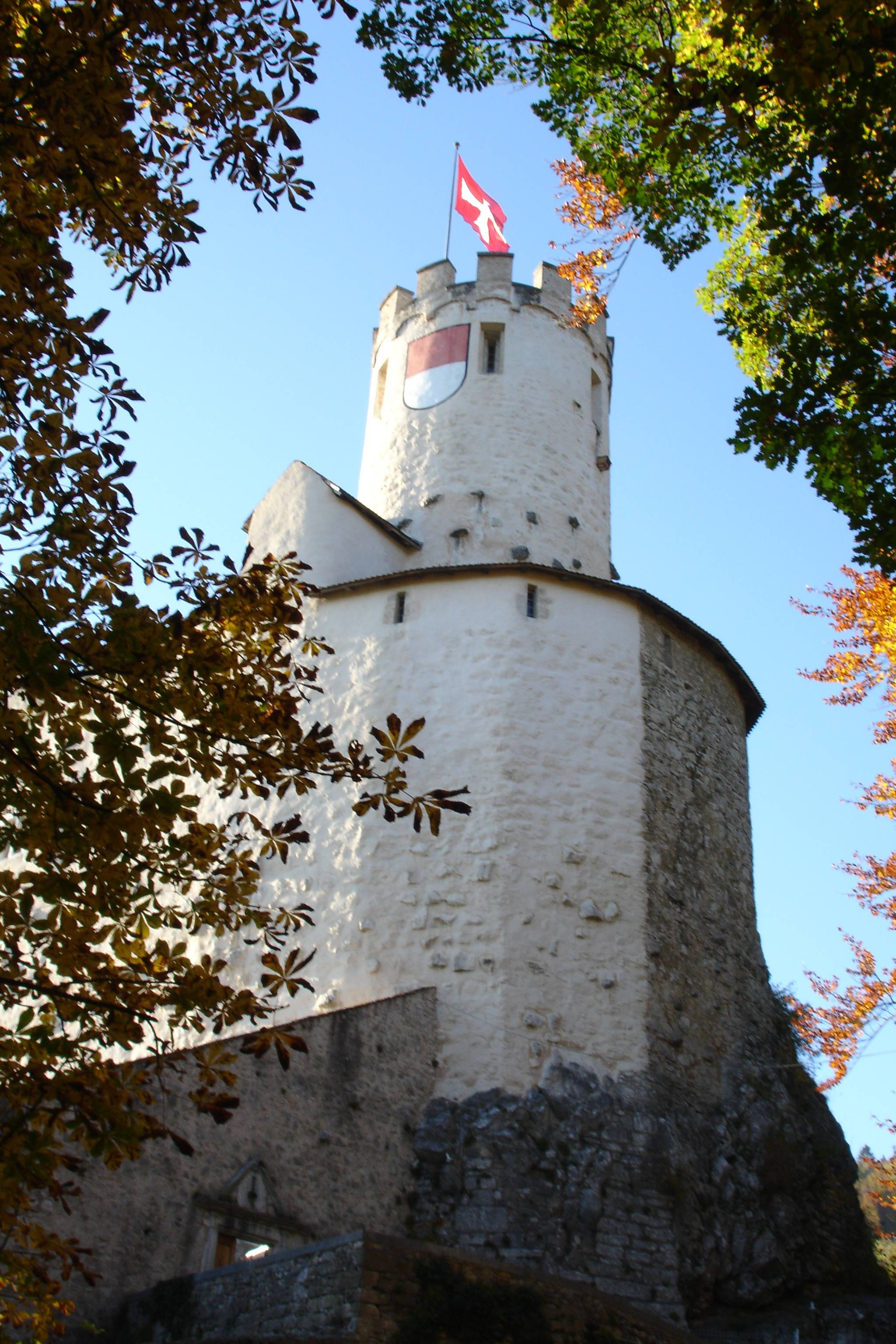
Вежа замку

## Розташування та будівля
Замок розташований на виступі завдовжки 86 метрів і завширшки 14 метрів нижче річки Рогген. Його конструкція класифікується як відроговий замок, хоча всі сторони укріплені.
Замок кілька разів перебудовувався протягом багатьох років. Лише частини східного замку збереглися від його первісного стану, з його майже 30-метровим круглим донжоном з зубцями, побудованим з бутового каменю. На захід від донжона розташовані Лицарська галерея, палац і відкрита тераса. Тераса була забудована в попередні часи і утворила західний замок, на західному кінці якого збереглася невелика вежа.

## Вебпосилання
- Ной-Бехбург
- Світ замків: Ной-Бехбург
- Neu-Bechburg німецькою, французькою та італійською //  Історичний словник Швейцарії.  | Словники та енциклопедії | Історичний словник Швейцарії          |
| Нормативний контроль     | Freebase: /m/0hhvqv4 · GND: 4722217-7 |